# Teorema do valor final
Em análise matemática, o teorema do valor final (FVT) é um dos vários teoremas semelhantes usados para relacionar expressões no domínio da frequência ao comportamento no domínio do tempo conforme o tempo se aproxima do infinito. Matematicamente, se{\displaystyle f(t)} em tempo contínuo tem transformada de Laplace (unilateral){\displaystyle F(s)} então, um teorema do valor final estabelece as condições sob as quais
{\displaystyle \lim _{t\to \infty }f(t)=\lim _{s\,\to \,0}{sF(s)}}
Da mesma forma, se{\displaystyle f[k]} em tempo discreto tem transformada Z (unilateral){\displaystyle F(z)} então, um teorema do valor final estabelece as condições sob as quais
{\displaystyle \lim _{k\to \infty }f[k]=\lim _{z\to 1}{(z-1)F(z)}}
Um teorema do valor final Abeliano faz suposições sobre o comportamento no domínio do tempo de{\displaystyle f(t)} (ou{\displaystyle f[k]} ) calcular{\displaystyle \lim _{s\,\to \,0}{sF(s)}} . Por outro lado, um teorema do valor final de Tauber faz suposições sobre o comportamento no domínio da frequência de{\displaystyle F(s)} calcular{\displaystyle \lim _{t\to \infty }f(t)} (ou{\displaystyle \lim _{k\to \infty }f[k]} ) (ver teoremas Abeliano e Tauberiano para transformadas integrais ).

## Teoremas de valor final para a transformada de Laplace

### Deduzindolimt→∞f(t){\displaystyle \lim _{t\to \infty }f(t)}
Nas seguintes declarações, a notação '{\displaystyle s\to 0} ' significa que {\displaystyle s} se aproxima de 0, enquanto '{\displaystyle s\downarrow 0} ' significa que {\displaystyle s} aproxima-se de 0 por meio dos números positivos.

#### Teorema do valor final estendido
Supondo que cada polo de {\displaystyle F(s)} está no meio plano esquerdo aberto ou na origem, e que {\displaystyle F(s)} tem no máximo um único polo na origem. Então {\displaystyle sF(s)\to L\in \mathbb {R} } Como {\displaystyle s\to 0} e{\displaystyle \lim _{t\to \infty }f(t)=L} .

#### Teorema do valor final usando a transformada de Laplace da derivada
Supondo que {\displaystyle f(t)} e {\displaystyle f'(t)} ambos têm transformações de Laplace que existem para todos {\displaystyle s>0} . E se{\displaystyle \lim _{t\to \infty }f(t)} existe e{\displaystyle \lim _{s\,\to \,0}{sF(s)}} existe então{\displaystyle \lim _{t\to \infty }f(t)=\lim _{s\,\to \,0}{sF(s)}} .   
Observação
Ambos os limites devem existir para que o teorema seja válido. Por exemplo, se {\displaystyle f(t)=\sin(t)} então{\displaystyle \lim _{t\to \infty }f(t)} não existe, mas{\displaystyle \lim _{s\,\to \,0}{sF(s)}=\lim _{s\,\to \,0}{\frac {s}{s^{2}+1}}=0} . :Example 2.37 :20

#### Teorema do valor final do converso tauberiano aprimorado
Supondo que{\displaystyle f:(0,\infty )\to \mathbb {C} } é limitado e diferenciável, e que {\displaystyle tf'(t)} também é limitado por {\displaystyle (0,\infty )} . E se {\displaystyle sF(s)\to L\in \mathbb {C} } Como {\displaystyle s\to 0} então{\displaystyle \lim _{t\to \infty }f(t)=L} .

#### Teorema do valor final de Abel
Supondo que cada polo de{\displaystyle F(s)} está no meio plano esquerdo aberto ou na origem. Em seguida, ocorre um dos seguintes:
1. {\displaystyle sF(s)\to L\in \mathbb {R} }Como{\displaystyle s\downarrow 0} e{\displaystyle \lim _{t\to \infty }f(t)=L} .
2. {\displaystyle sF(s)\to +\infty \in \mathbb {R} }Como{\displaystyle s\downarrow 0} e{\displaystyle f(t)\to +\infty } Como{\displaystyle t\to \infty } .
3. {\displaystyle sF(s)\to -\infty \in \mathbb {R} }Como{\displaystyle s\downarrow 0} e{\displaystyle f(t)\to -\infty } Como{\displaystyle t\to \infty } .

Em particular, se {\displaystyle s=0} é um polo múltiplo de {\displaystyle F(s)} então o caso 2 ou 3 se aplica ({\displaystyle f(t)\to +\infty } ou{\displaystyle f(t)\to -\infty } ) 
Supondo que a transformada de Laplace de {\displaystyle f(t)} existe. Tomando {\displaystyle \lambda >-1} . Se{\displaystyle \lim _{t\to \infty }{\frac {f(t)}{t^{\lambda }}}} existe e {\displaystyle \lim _{s\downarrow 0}{s^{\lambda +1}F(s)}} existe então
{\displaystyle \lim _{t\to \infty }{\frac {f(t)}{t^{\lambda }}}={\frac {1}{\Gamma (\lambda +1)}}\lim _{s\downarrow 0}{s^{\lambda +1}F(s)}}
Onde {\displaystyle \Gamma (x)} denota a função Gamma .

#### Formulários
Teoremas de valor final para obtenção{\displaystyle \lim _{t\to \infty }f(t)} têm aplicações no estabelecimento da estabilidade de longo prazo de um sistema .

### Deduzindolims→0sF(s){\displaystyle \lim _{s\,\to \,0}{sF(s)}}
Supondo que{\displaystyle f:(0,\infty )\to \mathbb {C} } é limitado e mensurável e{\displaystyle \lim _{t\to \infty }f(t)=\alpha \in \mathbb {C} } . Então {\displaystyle F(s)} existe para todo {\displaystyle s>0} e{\displaystyle \lim _{s\,\to \,0^{+}}{sF(s)}=\alpha } .
Supondo por conveniência que{\displaystyle |f(t)|\leq 1} em{\displaystyle (0,\infty )}, e fazendo p {\displaystyle \alpha =\lim _{t\to \infty }f(t)} . Se{\displaystyle \epsilon >0} e escolhendo {\displaystyle A} de modo a{\displaystyle |f(t)-\alpha |<\epsilon } para todos {\displaystyle t>A} . Como {\displaystyle s\int _{0}^{\infty }e^{-st}\,dt=1}, para cada {\displaystyle s>0} temos
{\displaystyle sF(s)-\alpha =s\int _{0}^{\infty }(f(t)-\alpha )e^{-st}\,dt;}
logo
{\displaystyle |sF(s)-\alpha |\leq s\int _{0}^{A}|f(t)-\alpha |e^{-st}\,dt+s\int _{A}^{\infty }|f(t)-\alpha |e^{-st}\,dt\leq 2s\int _{0}^{A}e^{-st}\,dt+\epsilon s\int _{A}^{\infty }e^{-st}\,dt=I+II.}
Agora para todo {\displaystyle s>0} temos
{\displaystyle II<\epsilon s\int _{0}^{\infty }e^{-st}\,dt=\epsilon }.
Por outro lado, desde{\displaystyle A<\infty } é fixo, é claro que {\displaystyle \lim _{s\to 0}I=0}, e então {\displaystyle |sF(s)-\alpha |<\epsilon } E se {\displaystyle s>0} é pequeno o suficiente.
Supondo que todas as seguintes condições sejam satisfeitas:
1. {\displaystyle f:(0,\infty )\to \mathbb {C} }é continuamente diferenciável e ambos{\displaystyle f} e{\displaystyle f'} tem uma transformação de Laplace
2. {\displaystyle f'}é absolutamente integrável, isto é{\displaystyle \int _{0}^{\infty }|f'(\tau )|\,d\tau } é finito
3. {\displaystyle \lim _{t\to \infty }f(t)}existe e é finito

Então
{\displaystyle \lim _{s\to 0^{+}}sF(s)=\lim _{t\to \infty }f(t)}.
Observação
A prova usa o Teorema da Convergência Dominada .

#### Teorema do valor final para somas assintóticas de funções periódicas
Deixei{\displaystyle f:(0,\infty )\to \mathbb {C} } ser uma função contínua e limitada de modo que exista o seguinte limite
{\displaystyle \lim _{T\to \infty }{\frac {1}{T}}\int _{0}^{T}f(t)\,dt=\alpha \in \mathbb {C} }
Então{\displaystyle \lim _{s\,\to \,0,\,s>0}{sF(s)}=\alpha } .
Suponha que{\displaystyle f:[0,\infty )\to \mathbb {R} } é contínuo e absolutamente integrável em{\displaystyle [0,\infty )} . Suponha ainda que{\displaystyle f} é assintoticamente igual a uma soma finita de funções periódicas{\displaystyle f_{\mathrm {as} }}, isso é
{\displaystyle |f(t)-f_{\mathrm {as} }(t)|<\phi (t)}
Onde {\displaystyle \phi (t)} é absolutamente integrável em{\displaystyle [0,\infty )} e desaparece no infinito. Então
{\displaystyle \lim _{s\to 0}sF(s)=\lim _{t\to \infty }{\frac {1}{t}}\int _{0}^{t}f(x)\,dx}.
Definindo {\displaystyle f(t):[0,\infty )\to \mathbb {R} } e tal que {\displaystyle F(s)} seja a transformação de Laplace de{\displaystyle f(t)} . Supondo que{\displaystyle f(t)} satisfaz todas as seguintes condições:
1. {\displaystyle f(t)}é infinitamente diferenciável em zero
2. {\displaystyle f^{(k)}(t)}tem uma transformação de Laplace para todos os inteiros não negativos{\displaystyle k}
3. {\displaystyle f(t)}diverge para o infinito como{\displaystyle t\to \infty }

Então {\displaystyle sF(s)} diverge para o infinito como{\displaystyle s\to 0^{+}} .
Teoremas de valor final para obtenção{\displaystyle \lim _{s\,\to \,0}{sF(s)}} tem aplicações em probabilidade e estatística para calcular os momentos de uma variável aleatória . Sendo {\displaystyle R(x)} uma função de distribuição cumulativa de uma variável aleatória contínua{\displaystyle X} e tomando {\displaystyle \rho (s)} como a transformada Laplace-Stieltjes de {\displaystyle R(x)} . Então o {\displaystyle n} -ésimo momento de {\displaystyle X} pode ser calculado como
{\displaystyle E[X^{n}]=(-1)^{n}\left.{\frac {d^{n}\rho (s)}{ds^{n}}}\right|_{s=0}}
A estratégia é escrever
{\displaystyle {\frac {d^{n}\rho (s)}{ds^{n}}}={\mathcal {F}}{\bigl (}G_{1}(s),G_{2}(s),\dots ,G_{k}(s),\dots {\bigr )}}
Onde {\displaystyle {\mathcal {F}}(\dots )} é contínuo e para cada {\displaystyle k} ,{\displaystyle G_{k}(s)=sF_{k}(s)} para uma função{\displaystyle F_{k}(s)} . Para cada {\displaystyle k}, definindo{\displaystyle f_{k}(t)} como a transformada de Laplace inversa de{\displaystyle F_{k}(s)}, obtemos{\displaystyle \lim _{t\to \infty }f_{k}(t)}, e aplicando um teorema do valor final podemos deduzir{\displaystyle \lim _{s\,\to \,0}{G_{k}(s)}=\lim _{s\,\to \,0}{sF_{k}(s)}=\lim _{t\to \infty }f_{k}(t)} . Desta forma
{\displaystyle \left.{\frac {d^{n}\rho (s)}{ds^{n}}}\right|_{s=0}={\mathcal {F}}{\Bigl (}\lim _{s\,\to \,0}G_{1}(s),\lim _{s\,\to \,0}G_{2}(s),\dots ,\lim _{s\,\to \,0}G_{k}(s),\dots {\Bigr )}}

### Exemplos

#### Exemplo onde FVT se mantém
Por exemplo, para um sistema descrito pela função de transferência
{\displaystyle H(s)={\frac {6}{s+2}},}
e assim a resposta ao impulso converge para
{\displaystyle \lim _{t\to \infty }h(t)=\lim _{s\,\searrow \,0}{\frac {6s}{s+2}}=0.}
Ou seja, o sistema retorna a zero após ser perturbado por um curto impulso. No entanto, a transformada de Laplace da resposta ao degrau unitário é
{\displaystyle G(s)={\frac {1}{s}}{\frac {6}{s+2}}}
e assim a resposta ao degrau converge para
{\displaystyle \lim _{t\to \infty }g(t)=\lim _{s\,\searrow \,0}{\frac {s}{s}}{\frac {6}{s+2}}={\frac {6}{2}}=3}
e assim um sistema de estado zero seguirá um aumento exponencial para um valor final de 3.

#### Exemplo onde FVT não se mantém
Para um sistema descrito pela função de transferência
{\displaystyle H(s)={\frac {9}{s^{2}+9}},}
o teorema do valor final parece prever o valor final da resposta ao impulso como sendo 0 e o valor final da resposta ao degrau sendo 1. No entanto, nenhum limite no domínio do tempo existe e, portanto, as previsões do teorema do valor final não são válidas. Na verdade, tanto a resposta ao impulso quanto a resposta ao degrau oscilam e (neste caso especial) o teorema do valor final descreve os valores médios em torno dos quais as respostas oscilam.
Existem duas verificações realizadas na teoria de controle que confirmam resultados válidos para o Teorema do Valor Final:
1. Todas as raízes diferentes de zero do denominador de{\displaystyle H(s)} deve ter partes reais negativas.
2. {\displaystyle H(s)}não deve ter mais de um pólo na origem.

A regra 1 não foi satisfeita neste exemplo, em que as raízes do denominador são{\displaystyle 0+j3} e{\displaystyle 0-j3} .

## Teoremas de valor final para a transformada Z

### Deduzindolimk→∞f[k]{\displaystyle \lim _{k\to \infty }f[k]}
E se{\displaystyle \lim _{k\to \infty }f[k]} existe e{\displaystyle \lim _{z\,\to \,1}{(z-1)F(z)}} existe então{\displaystyle \lim _{k\to \infty }f[k]=\lim _{z\,\to \,1}{(z-1)F(z)}} . :101